# سینمای صربستان

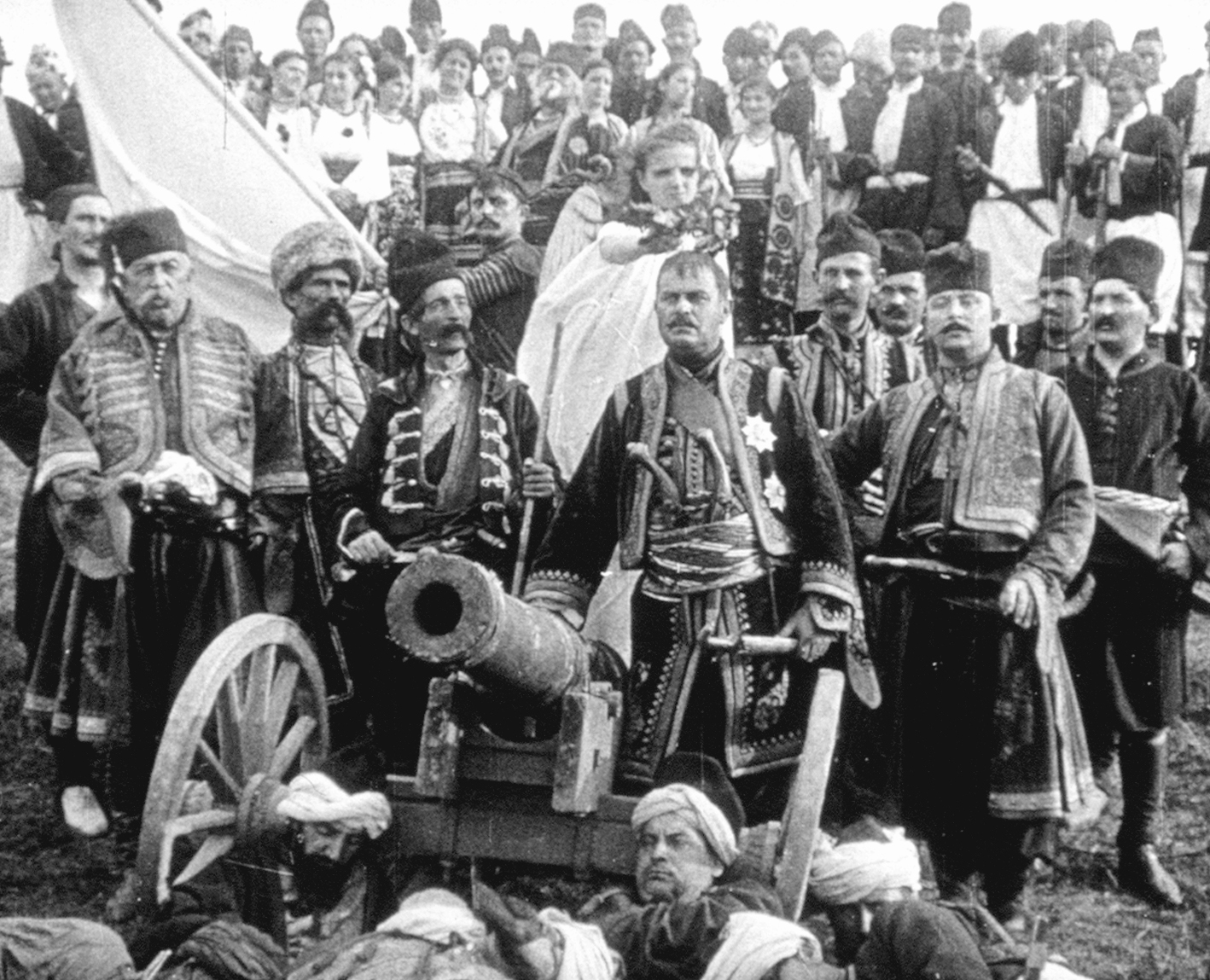
زندگی و مرگ رهبر جاودانه کاراجورجه (۱۹۱۱) ساخته ایلیا استانوژویچ. اولین فیلم بلند تاریخ سینمای صربستان.

سینمای صربستان به صنعت سینما، بدنه سینمایی و تولید فیلم‌های مشترک و مستقل در این سرزمین اشاره دارد. بررسی سینمای صربستان بدون در نظر گرفتن سینمای جمهوری فدرال سوسیالیستی یوگسلاوی امکان‌پذیر نیست. بسیاری از سینماگران یوگسلاوی اکنون جز بدنه سینمای اسلوونی، سینمای کرواسی، سینمای جمهوری مقدونیه شمالی، سینمای بوسنی و هرزگوین و سینمای کوزوو شناخته می‌شوند.

## پیشینه
اولین نمایش فیلم‌های متحرک در بالکان و اروپای مرکزی در ۶ ژوئن ۱۸۹۶ توسط آندره کار، نماینده برادران لومیر در بلگراد برگزار شد. در ۱۸۹۷ او صحنه‌هایی از شهر بلگراد گرفت که فقط تعداد بسیار محدودی از آن باقی مانده‌است. در ۱۹۰۰ استوجان نانیچ از ناحیه زایچار اولین سالن سینما را در بلگراد تأسیس کرد. او در شهرهای دیگر نیز به نمایش فیلم پرداخت. در دهه اول سده ۲۰ سینما با استقبال مردم بالکان روبرو شد. از نظر مورخان سینما، در منطقه بالکان سینماگران اهل یوگسلاوی پیشگام بودند.
اولین فیلم بلند صامت در صربستان، زندگی و مرگ رهبر جاودانه کاراجورجه (۱۹۱۱) ساخته ایلیا استانوژویچ نام دارد. این اثر یک فیلم تاریخی دربارهٔ اولین قیام صربستان علیه امپراتوری عثمانی بود.

## سینمای پارتیزانی و ملی‌گرایی
پس از جنگ جهانی دوم و تشکیل جمهوری فدرال سوسیالیستی یوگسلاوی و پس از استقرار یوسیپ بروز تیتو و مهم‌تر پس از جدایی تیتو از استالین تمام آنچه به عنوان سینمای دولتی باقی مانده بود در بلگراد مورد استفاده قرار گرفت. دوربین‌های سینمایی، ابزار فنی و مهم‌تر از همه، بدنه سینمایی آموزش دیده در این دوران به اعتلای سینمای یوگسلاوی کمک کردند.
تا سال ۱۹۵۱ استودیوهای فیلم در جمهوری‌های یوگسلاوی ۵۰۰ اثر شامل فیلم بلند، مستند و خبری و آموزشی تولید کردند که عمدتاً مصایب جنگ جهانی دوم و جنگ آزادی‌بخش ملی و کوشش‌های اولیهٔ یک نظام سوسیالیستی برای بازسازی کشور را نمایش می‌دادند. در این دوران ساخت مستقل و تولید مشترک فیلم پارتیزانی بسیار اهمیت داشت و هم در منطقه بالکان و هم در سینمای اروپا و آمریکا دارای مخاطب فراوان بود. در این هنگام تعداد سالن‌های سینما در بلگراد ۱۹۵ سالن و در کل یوگسلاوی حدود ۱۰۰۰ عدد بود.
در اواخر دهه ۷۰ از شور و شوق سینمای پارتیزانی کم شد و سینمای هنری مورد توجه قرار گرفت. دره صلح (۱۹۵۶)، سه (۱۹۶۵)، رؤیا (۱۹۶۶)، جنگ نرتوا (۱۹۶۹)، نبرد سوتیسکا (۱۹۷۳) و طبل حلبی (۱۹۷۹) از مهم‌ترین فیلم‌های مربوط به این دوره محسوب می‌شوند.

## سینمای مدرن
الکساندر پتروویچ با ۳ فیلم سه(۱۹۶۵)، کولی‌های خوشبخت هم دیده‌ام (۱۹۶۷) و مرشد و مارگاریتا (۱۹۷۲)، ژلیمیر ژیلنیک با فیلم آثار اولیه (۱۹۶۹)، دوشان ماکاویو با ۲ اثر فیلم دلپذیر (۱۹۷۴) و مانیفست (۱۹۸۸) و اسلوبودان شیان با ۲ فیلم کی آنجا آواز می‌خواند؟ (۱۹۸۰) و خانواده ماراتن (۱۹۸۲) از بدنه سینمای مدرن یوگسلاوی محسوب می‌شدند.
امیر کوستوریتسا اما مشهورترین چهره سینمای صربستان است. دالی بل را یادت می‌آید؟ (۱۹۸۱)، وقتی بابا رفته بود مأموریت (۱۹۸۵)، دوران کولی‌ها (۱۹۸۸)، گربه سیاه، گربه سفید (۱۹۹۸)، زیرزمین (۱۹۹۵)، داستان‌های سوپر ۸ (۲۰۰۱)، زندگی یک معجزه است (۲۰۰۴)، این را به من قول بده (۲۰۰۷) و روی راه شیری (۲۰۱۶) برخی از مهم‌ترین آثار وی هستند.

## آمار و ارقام
در حال حاضر ۱۲۰ سالن سینما در صربستان وجود دارد. تعداد تولید سرانه، سالیانه ۲۰ فیلم بلند است و جمعیت سینماروی این کشور اندکی بیش از ۴ میلیون نفر برآورد شده‌است.